# 泰勒 (魔術師)
泰勒（Teller，1948年2月14日—），原名雷蒙德·約瑟夫·泰勒（Raymond Joseph Teller），是一名美国魔术师，作家，演员，画家和电影导演。他是魔术组合潘恩与泰勒的两名成员之一。在表演魔术时，他一般不讲话。

## 个人生活
泰勒出生在费城。 1965年，他毕业于费城中央高中。1969年，他毕业于阿默斯特学院，并获得文学学士学位。之后他在新泽西州的一所高中里当拉丁语教师。 
2001年，泰勒成为费城中央高中名人堂的一员。
泰勒按照法律程序把自己的名字改成了只含一个单词。

### 健康
在2022年10月，泰勒做了心脏手术。经过恢复后，他在2023年1月重新登上舞台。

## 职业生涯

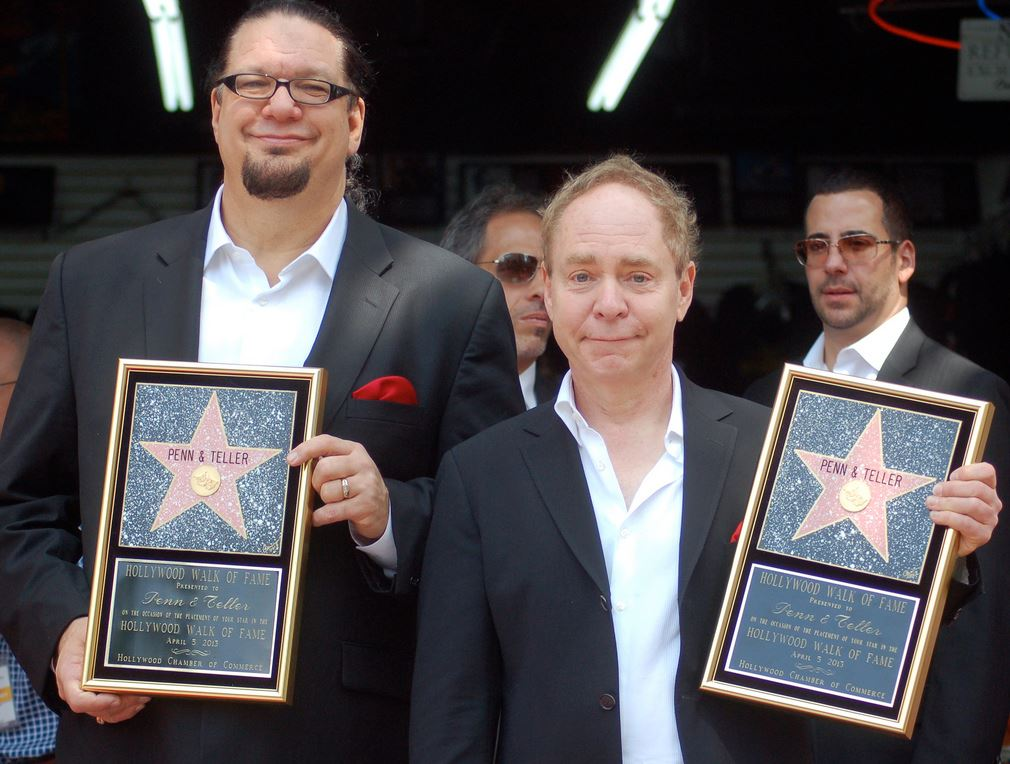
泰勒获得星星奖章

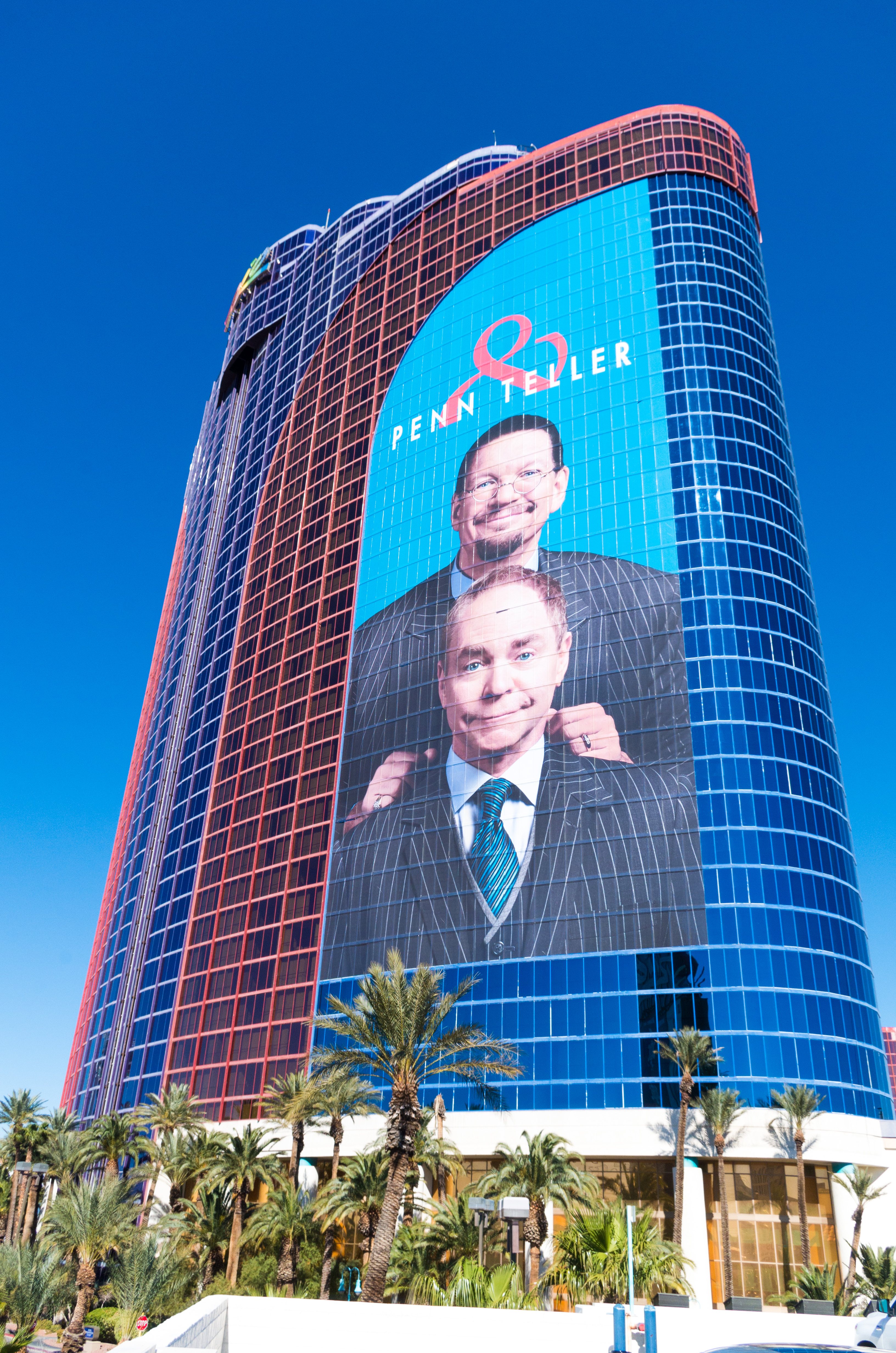
Rio酒店外的广告

### 魔术演出
泰勒在1974年遇到潘恩·朱列铁（Penn Jillette），并组成一个三人的表演团体。1981年开始，他们两人独立出来，组成了潘恩与泰勒，并一直活跃至今。2013年4月5日，潘恩和泰勒在好莱坞星光大道获得了一颗星星奖章。他们的星星是第2494颗，位置接近哈利·胡迪尼的星星。 第二天，他们被魔术城堡评为年度最佳魔术师。
2001年开始，他们常在拉斯维加斯的Rio酒店的潘恩与泰勒剧院演出。

### 写作
泰勒和潘恩合作了三本魔术书。此外，在2000年他也和自己的父亲（乔·泰勒）合作，写了一本父亲的传记/回忆录性质的书，获得了出版者周刊的正面评价。
2010年，泰勒和托德·罗宾斯（Todd Robbins）合作，担任一部演出Play Dead的编剧。 

### 导演
2008年，泰勒和亚伦·波斯纳合作导演了戏剧麦克白。该版本在三个女巫的一幕使用了舞台魔术技术。 2014年，泰勒和波斯纳合作导演了莎士比亚的暴风雨，也利用了舞台魔术技术。在一次采访中，泰勒谈到：“莎士比亚写了一部关于魔法的戏剧，似乎是时候使用现代的舞台魔术的技术来将它实现了”。 
泰勒曾导演一部纪录片蒂姆的维米尔。这部影片由他和潘恩担任执行制片人和编剧，索尼经典电影负责发行，2014年在美国上映。。

## 著作
- 朱列铁, 潘恩; 泰勒. . 纽约: Villard. 1989. ISBN 0-394-75351-8.
- 朱列铁, 潘恩; 泰勒. . 纽约: Villard. 1992. ISBN 0-679-74311-1.
- 朱列铁, 潘恩; 泰勒. . 纽约: Berkley Trade. 1997. ISBN 1-57297-293-9.
- 泰勒; 泰勒, 乔. . 纽约: Blast Books. 2000. ISBN 0-922233-22-5.

## 电影和电视
泰勒参演的部分影视作品如下。
| 年份            | 作品名                          | 角色         | 备注                                                                         |
| --------------- | ------------------------------- | ------------ | ---------------------------------------------------------------------------- |
| 1987            | 迈阿密风云                      | Ralph Fisher | 第4季第8集: "Like a Hurricane"                                               |
| 1998            | 老公老婆不登对（Dharma & Greg） | Boots先生    | 第1季第20集 "The Cat's Out of the Bag"                                       |
| 1998            | 巴比伦5号                       | Zooty        | 第5季第8集: "Day of the Dead"                                                |
| 1999、 2011     | 辛普森一家                      | 自己         | 第11季第6集: "Hello Gutter, Hello Fadder" 第22季第18集: "The Great Simpsina" |
| 2000            | 幻想曲2000                      | 主持人       |                                                                              |
| 2011、 2015至今 | 潘恩和泰勒：魔术大比拼          |              | 截止2022年共九季。第一季在英国独立电视台播出，第二季开始在CW电视网播出       |
| 2018            | 生活大爆炸                      | Larry Fowler | 第11季和12季，3集                                                            |

## 游戏
- 潘恩和泰勒曾参与制作了一个恶搞游戏合集潘恩与泰勒的骗局，原计划1995年发售。但由于游戏公司破产未能发售。2017年，其中的一个游戏沙漠巴士推出了VR版[26]，可以在PC上免费游玩。
- 2019年，一款潘恩与泰勒和Gearbox软件合作的VR游戏在PS4和PC上发售。[27]该游戏的简称是Penn & Teller VR: F U, U, U, & U。
- 在无主之地3中，有两个敌人Pain and Terror的形象分别基于潘恩和泰勒。Pain由潘恩配音，Terror的嘴被缝住，不会说话。[28]

## 脚注
1. ↑  第三人叫做威尔·克里斯默（Weir Chrisemer）